# ActiveSync
ActiveSync – program komputerowy stworzony przez Microsoft, służący do synchronizacji przenośnych komputerów z systemem Windows Mobile i innych opartych na Windows CE. Wersja 3.0 została wprowadzona razem z pierwszymi komputerami typu Palm-size PC, a 3.1 z pierwszymi Pocket PC. Aktualna wersja to 4.5.